# Пуертояно
Пуертоя́но (ісп. Puertollano) — місто в Іспанії, входить до провінції Сьюдад-Реаль, в складі автономної області Кастилія-Ла Манча. Займає площу 219,47 км². Населення 51 959 чоловік (на 01.01.2009). Відстань 37 км до адміністративного центру провінції.

## Географія

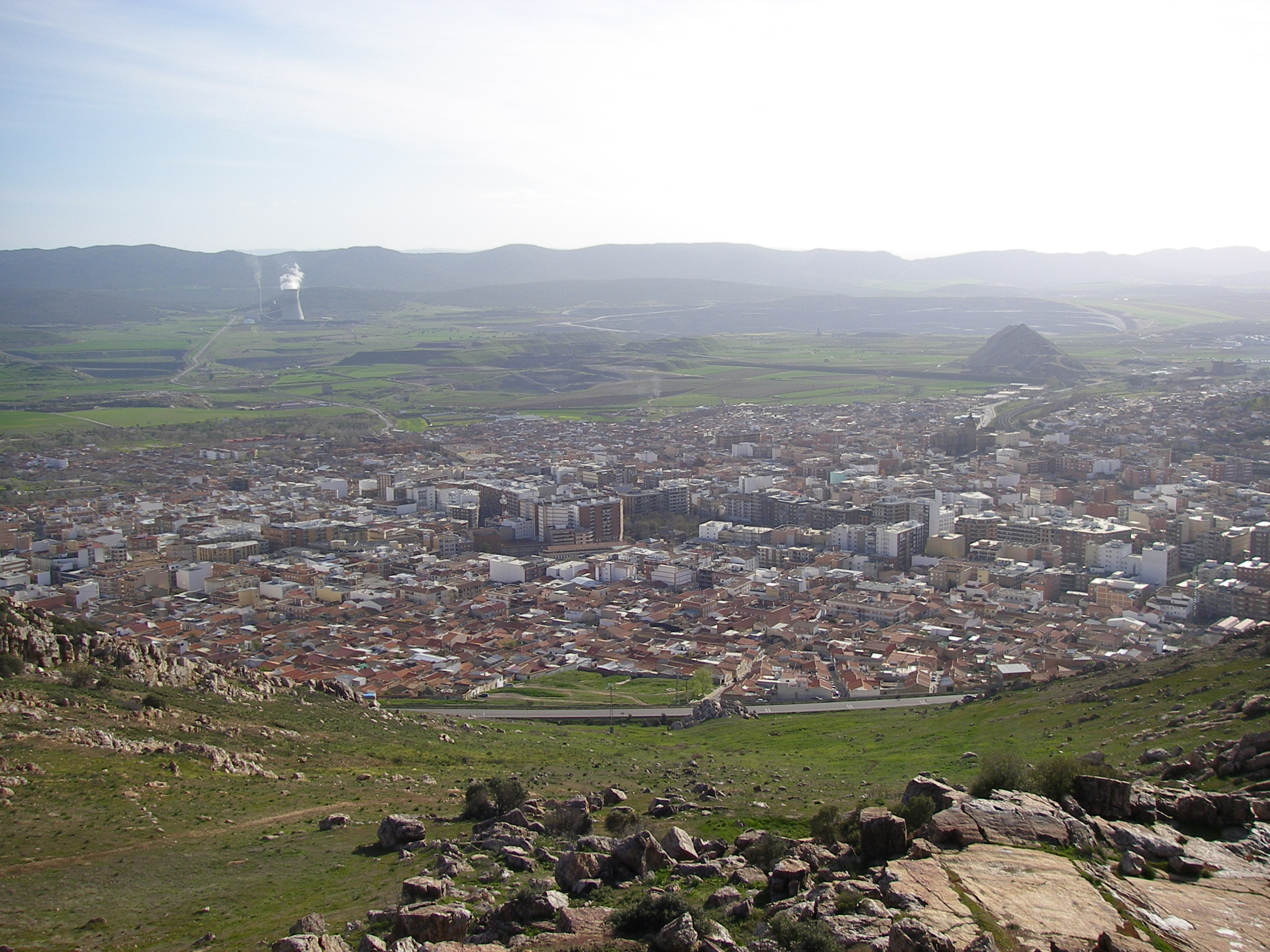
Панорама центральної частини міста

Місто розташоване в південній частині Іспанії, за 43 км на південь від адміністративного центру провінціі м.Сьюдад-Реаль та за 303 км на північ від південного узбережжя Середземного моря в м.Малага. Пуертояно знаходиться в міжгірській долині, від чого і походить його назва (puerto — перевал, llano — рівний). Тобто рівнинний перевал. Завдяки своєму розташуванню в регіоні стоїть переважно суха і тепла погода. Влітку температура повітря часто вдень перевищує 40 °C. Опадів влітку практично немає.
Взимку, особливо у грудні, спостерігаються густі тумани.

## Історія

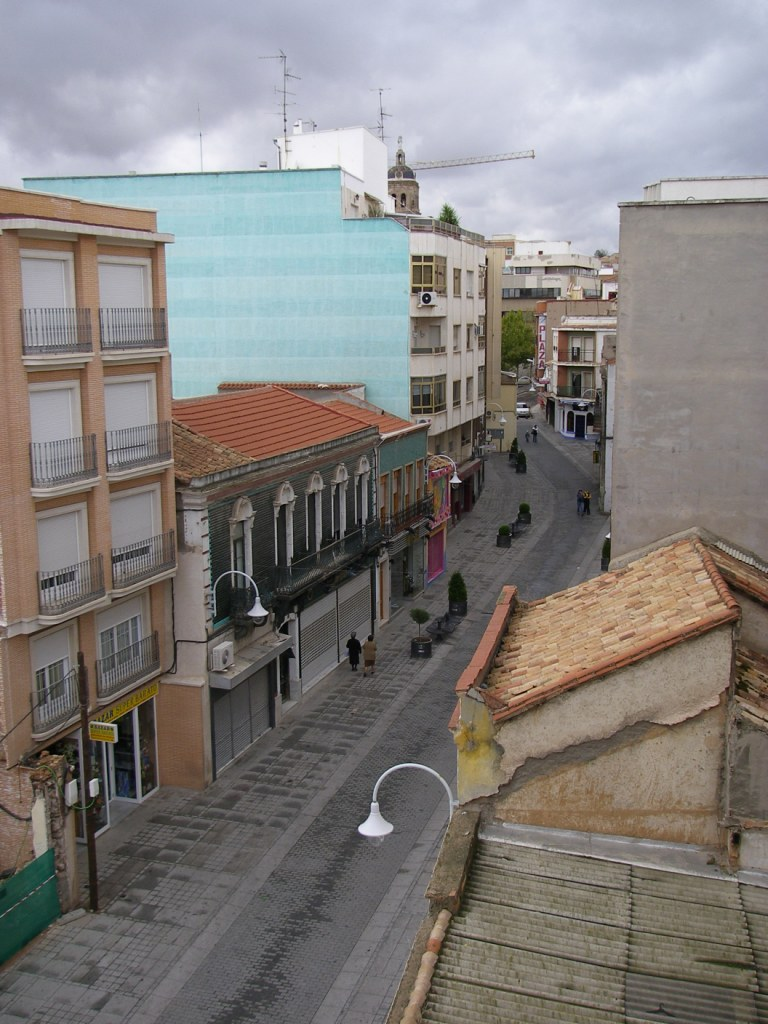
Вулиця Адуана — одна з найстаріших в Пуертояно

З приводу походження і заснування Пуертояно відомо дуже мало. Так само, як і інші поселення цієї провінції, заселення почалось при королі Альфонсо VIII.

## Економіка
Ще з 19-го століття Пуертояно відоме як місто шахтарів. На той час існувало багато шахт, де видобувалося вугілля. Проте з часом запаси вугілля суттєво зменшились і на зміну шахтам прийшов інший вид промисловості — нафтопереробна.

## Культура

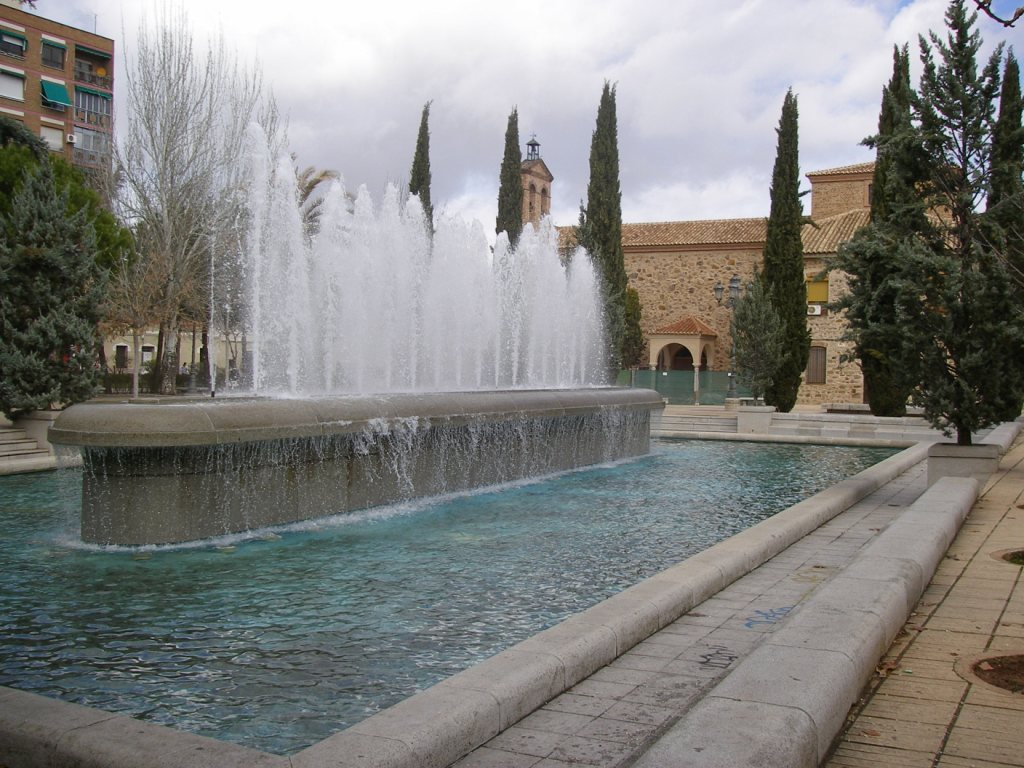
Фонтан на Пасео Сан Грегоріо

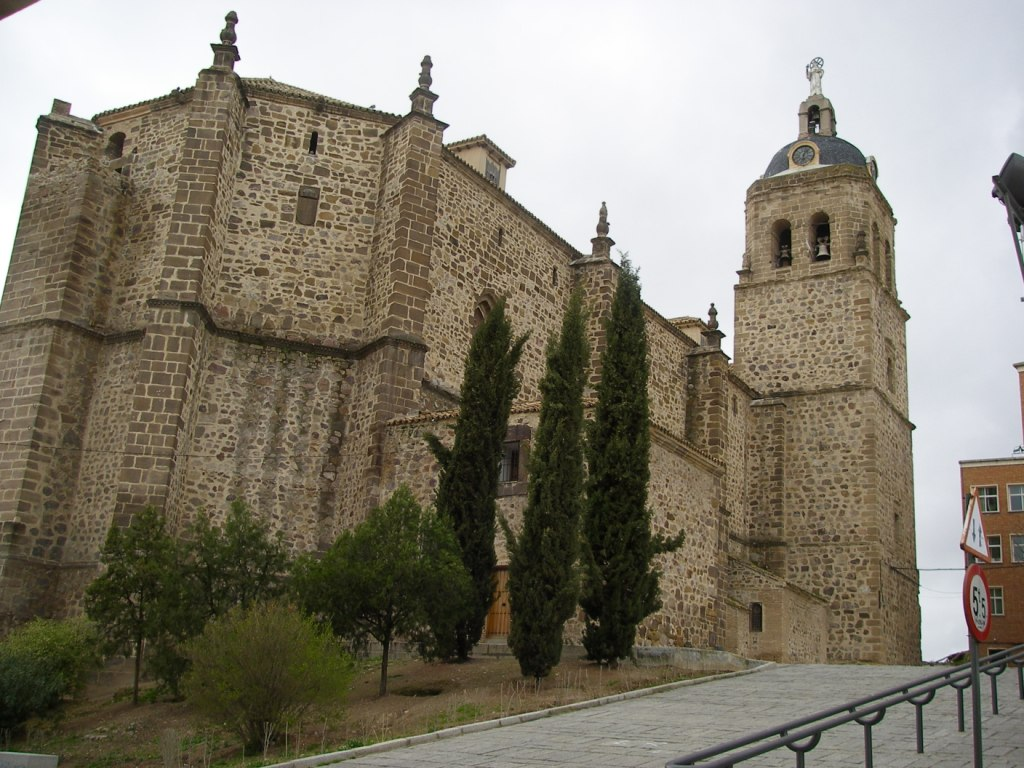
Церква

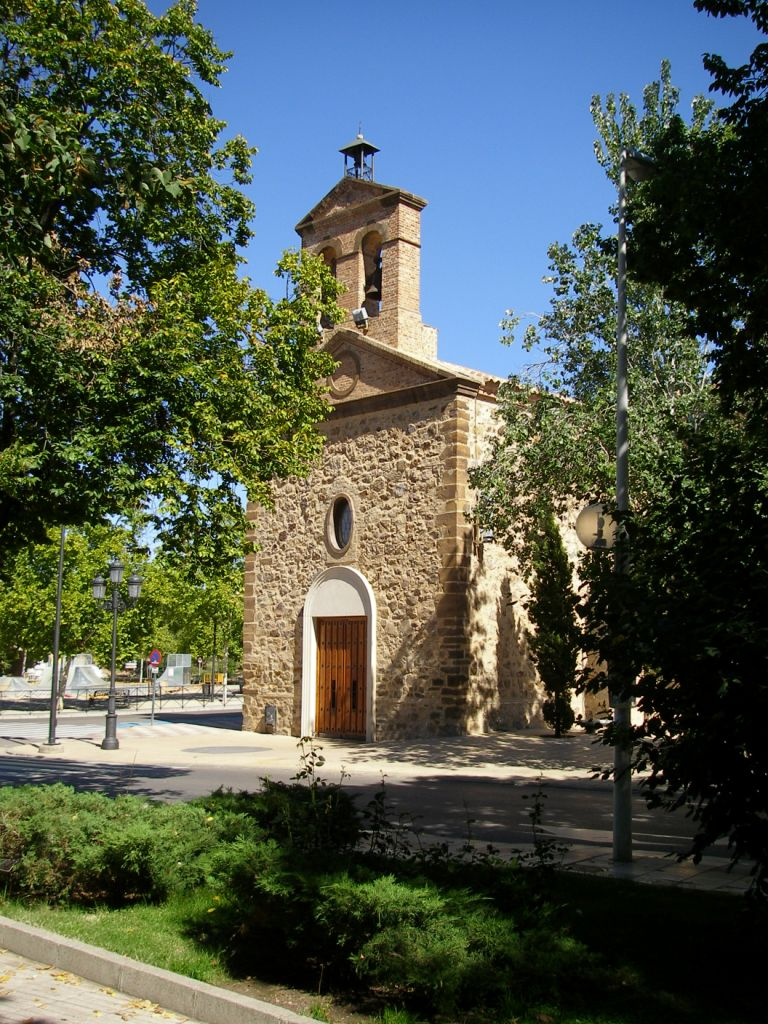
Церква на Пасео Сан Грегоріо

## Демографія
Станом на 01.01.2009 чисельність населення Пуертояно становить 51 959 мешканців. Іноземці становлять 4,46 % від загального населення міста (2319 чоловік).

Найбільше представництво мають:

Румуни — 459 ос. (0,88 %)

Марокканці — 353 ос. (0,68 %)

Колумбійці — 219 ос. (0,42 %)

Аргентинці — 160 ос. (0,31 %)

Алжирці — 137 ос. (0,26 %)

Українці — 71 ос. (0,22 %)

Динаміка чисельності населення у 2000-2007 роках:

- 2000 — 50 512 ос.
- 2001 — 49 613 ос.
- 2002 — 50 035 ос.
- 2003 — 49 804 ос.
- 2004 — 49 775 ос.
- 2005 — 50 082 ос.
- 2006 — 50 470 ос.
- 2007 — 50 838 ос.
- 2008 — 51 305 ос.
- 2009 — 51 959 ос.